# Coniatus
Genre
Coniatus est un genre d'insectes curculionidés de la sous-famille des Hyperinae. On connait aussi des espèces fossiles datant du Cénozoïque.

## Espèces
Il existe plusieurs espèces, parmi lesquelles:
- Coniatus elegans
- Coniatus tamarisci